# Адальберт II (граф Балленштедта)
Адальберт II (нем. Adalbert II. von Ballenstedt; ок. 1030 — 1076/1083) — граф Балленштедта из рода Асканиев.

## Биография

### Правление
Сын и преемник графа Эзико фон Балленштедта. В 1063 году упоминается как граф в Нордтюринггау, позже — в Зеримунтгау и Ницицигау.
В 1069 году в союзе с саксонским маркграфом Деди II восстал против императора Генриха IV. Поводом к восстанию послужил спор из-за наследства мейсенского маркграфа Оттона I Веймарского, оставившего только дочерей, на одной из которых был женат Деди. Император собрал армию и выступил против непокорных вассалов, в результате чего Деди и Адальберт попали в плен и были посажены под стражу, откуда их выпустили только спустя какое-то время.
В 1073 году Адальберт присоединился к Саксонскому восстанию Оттона Нортхеймского против императора Генриха IV. В 1075 году попал в заключение. Позже поддерживал антикороля Рудольфа Швабского.
Между 1076 и 1083 годами Адальберт II был убит в результате ссоры с Эгено II фон Конрадсбургом. Причины этого убийства не ясны.

### Брак и дети
Жена: ранее 1074 Адельгейда (р. 1060/65, ум. 28 марта 1100), дочь маркграфа Мейсена Оттона I Веймарского и Аделы Брабантской, наследница Орламюнде. У них было двое детей:
- Оттон Богатый (ок. 1070/1074 — 9 февраля 1123), граф Балленштедта, с 1112 герцог Саксонии.
- Зигфрид I (ок. 1075 − 9 марта 1113), граф Веймар-Орламюнде, пфальцграф Лотарингии с 1095.

После смерти Адальберта его вдова Адельгейда была замужем ещё дважды: 2-й муж: Герман II Лотарингский (ум. 20 сентября 1085), пфальцграф Лотарингии; 3-й муж с 1089: Генрих II фон Лаах (ум. 12 апреля 1095), пфальцграф Рейнский